# بيوفريكوين
بيوفريكوين (بالفرنسية: Beuvrequen)‏ هي بلدية تقع في إقليم باد كاليه من منطقة نور با دو كاليه في شمال فرنسا. تبلغ مساحة هذه المدينة 4.75 (كم²)، وترتفع عن سطح البحر 57 م، يبلغ عدد سكانها 405 نسمة حسب إحصاء المعهد الوطني للإحصاء والدراسات الاقتصادية سنة 2009 م. وترأس Alain Barré البلدية خلال فترة (2008-2014).